# Campeonato Europeu Júnior de Natação de 1983
O Campeonato Europeu Júnior de Natação de 1983 foi a 10ª edição do evento organizado pela Liga Europeia de Natação (LEN). A competição foi realizada entre os dias 5 e 8 de agosto de 1983 em Mulhouse na França. Nessa edição foi inserida a prova do revezamento 4x200 m livre feminino. Teve como destaque a Alemanha Oriental com 19 medalhas de ouro, 30 no total.

## Participantes
A partir dessa edição houve mudanças em relação a faixa etária dos participantes, ficando da seguinte maneira:
- Natação: Feminino de 14 a 15 anos (1969 e 1968) e masculino de 15 a 16 anos (1968 e 1967)
- Saltos Ornamentais: Feminino de 15 a 16 anos (1968 e 1967) e masculino de 16 a 17 anos (1967 e 1966)

## Medalhistas

### Natação
Os resultados foram os seguintes. 
Masculino
| Evento          | Ouro                                 | Ouro     | Prata                              | Prata    | Bronze                                | Bronze   |
| 100 m Livre     | Alemanha Oriental · René Wanzlik     | 52.73    | Países Baixos · Eric Ran           | 52.81    | Suécia · Patric Birgersson            | 52.87    |
| 200 m Livre     | Alemanha Oriental · Uwe Daßler       | 1:54.28  | Hungria · Zoltán Szilágyi          | 1:54.29  | Suécia · Anders Holmertz              | 1:54.72  |
| 400 m Livre     | Alemanha Oriental · Uwe Daßler       | 3:58.05  | Suécia · Anders Holmertz           | 3:59.18  | Hungria · Zoltán Szilágyi             | 3:59.23  |
| 1500 m Livre    | Suécia · Anders Holmertz             | 15:37.05 | Alemanha Oriental · Uwe Daßler     | 15:40.82 | Alemanha Ocidental · Frank Kinner     | 15:41.42 |
| 100 m Costas    | Alemanha Oriental · Frank Schneider  | 58.56    | Bulgária · Georgi Mihalev          | 59.12    | Alemanha Ocidental · Peter Bermel     | 59.92    |
| 200 m Costas    | Alemanha Oriental · Franck Schneider | 2:05.27  | Bulgária · Georgi Mihalev          | 2:08.03  | Alemanha Oriental · Thomas Flemming   | 2:10.03  |
| 100 m Peito     | União Soviética · Mikhail Dozorov    | 1:05.37  | União Soviética · Albert Poleschuk | 1:06.21  | Itália · Andrea Cecchi                | 1:06.43  |
| 200 m Peito     | União Soviética · Albert Poleschuk   | 2:23.13  | União Soviética · Mikhail Dozorov  | 2:23.56  | Itália · Andrea Cecchi                | 2:25.73  |
| 100 m Borboleta | Espanha · Marcos Verdaguer           | 56.51    | União Soviética · Artur Yakovlev   | 58.14    | Itália · Jone Lazzari                 | 58.15    |
| 200 m Borboleta | Roménia · Christian Ponta            | 2:07.00  | Alemanha Oriental · Thomas Körber  | 2:07.03  | Itália · Jone Lazzari                 | 2:07.58  |
| 200 m Medley    | Alemanha Ocidental · Peter Bermel    | 2:08.57  | União Soviética · Mikhail Dorozov  | 2:09.87  | Alemanha Ocidental · Berndt Glombitza | 2:10.66  |
| 400 m Medley    | Alemanha Ocidental · Peter Bermel    | 4:33.10  | Itália · Roberto Cassio            | 4:36.44  | Alemanha Oriental · Raik Hannemann    | 4:37.20  |
| 4x100 m Livre   | União Soviética                      | 3':33.80 | Suécia                             | 3:33.81  | Alemanha Ocidental                    | 3:34.17  |
| 4x200 m Livre   | Alemanha Oriental                    | 7:42.47  | Alemanha Ocidental                 | 7:46.49  | Reino Unido                           | 7:49.45  |
| 4x100 m Medley  | Alemanha Ocidental                   | 3:56.99  | União Soviética                    | 3:57.40  | Itália                                | 3:58.90  |

Feminino
| Evento          | Ouro                               | Ouro    | Prata                              | Prata   | Bronze                               | Bronze  |
| 100 m Livre     | Alemanha Oriental · Ute Zerfass    | 57.11   | Suécia · Maria Kadrum              | 58.10   | Alemanha Oriental · Kerstin Kielgass | 58.27   |
| 200 m Livre     | Alemanha Oriental · Ute Zerfass    | 2:02.87 | Reino Unido · Annabelle Cripps     | 2:05.25 | Itália · Tanya Vannini               | 2:05.31 |
| 400 m Livre     | Alemanha Oriental · Ute Zerfass    | 4:16.70 | Reino Unido · Sarah Hardcastle     | 4:19.17 | Itália · Tanya Vannini               | 4:21.09 |
| 800 m Livre     | Reino Unido · Sarah Hardcastle     | 8:43.14 | Itália · Tanya Vannini             | 8:52.74 | Alemanha Oriental · Katrin Eisermann | 8:55.23 |
| 100 m Costas    | Alemanha Oriental · Birte Weigang  | 1:02.08 | Alemanha Oriental · Marion Sperka  | 1:05.05 | Alemanha Ocidental · Sandra Dahlmann | 1:05.40 |
| 200 m Costas    | Alemanha Oriental · Birte Weigang  | 2:13.96 | Alemanha Oriental · Marion Sperka  | 2:17.26 | Alemanha Ocidental · Sandra Dahlmann | 2:19.21 |
| 100 m Peito     | Alemanha Oriental · Sylvia Gerasch | 1:10.41 | União Soviética · Elena Volkova    | 1:13.40 | Bélgica · Ingrid Lempereur           | 1:13.44 |
| 200 m Peito     | Alemanha Oriental · Sylvia Gerasch | 2:34.21 | União Soviética · Elena Volkova    | 2:37.51 | França · Marie Vetter                | 2:38.98 |
| 100 m Borboleta | Alemanha Oriental · Martina Ellger | 1:02.85 | Alemanha Ocidental · Sabine Paul   | 1:03.42 | Alemanha Ocidental · Martina Schwenn | 1:04.26 |
| 200 m Borboleta | Alemanha Oriental · Martina Ellger | 2:15.77 | Alemanha Ocidental · Sabine Paul   | 2:17.73 | Hungria · Edith Ormos                | 2:18.94 |
| 200 m Medley    | Suécia · Maria Kardum              | 2:20.30 | Alemanha Oriental · Sylvia Gerasch | 2:21.72 | Alemanha Ocidental · Katja Kumpf     | 2:22.58 |
| 400 m Medley    | Alemanha Oriental · Sabine Schacke | 4:54.21 | Reino Unido · Sarah Hardcastle     | 4:59.12 | Alemanha Oriental · Susanne Quednau  | 5:00.13 |
| 4x100 m Livre   | Alemanha Oriental                  | 3:54.11 | Reino Unido                        | 3:57.53 | Países Baixos                        | 3:57.74 |
| 4x200 m Livre   | Alemanha Oriental                  | 8:24.66 | Itália                             | 8:29.87 | Países Baixos                        | 8:37.79 |
| 4x100 m Medley  | Alemanha Oriental                  | 4:15.88 | Alemanha Ocidental                 | 4:23.89 | Itália                               | 4:26.07 |

### Saltos ornamentais
Masculino
| Evento                     | Ouro                       | Ouro   | Prata                           | Prata  | Bronze                    | Bronze |
| Trampolim 3 m individual   | Itália · Oscar Bertone     | 527.10 | Países Baixos · Edwin Jongejans | 522.25 | União Soviética · Kogalev | 515.90 |
| Plataforma 10 m individual | União Soviética · Tereskov | 485.65 | União Soviética · Kudrevich     | 465.40 | Itália · Oscar Bertone    | 423.45 |

Feminino
| Evento                     | Ouro                            | Ouro   | Prata                           | Prata  | Bronze                       | Bronze |
| Trampolim 3 m individual   | União Soviética · Andrekina     | 481.75 | União Soviética · Gusliannikova | 456.00 | Alemanha Oriental · Krzewski | 453.40 |
| Plataforma 10 m individual | União Soviética · Gusliannikova | 318.60 | Roménia · Luiza Nicolaescu      | 304.64 | Roménia · Cr. Timar          | 303.85 |

## Quadro de medalhas
| Ordem | País               | Medalha de ouro | Medalha de prata | Medalha de bronze | Total |
| ----- | ------------------ | --------------- | ---------------- | ----------------- | ----- |
| 1     | Alemanha Oriental  | 19              | 5                | 6                 | 30    |
| 2     | União Soviética    | 6               | 9                | 1                 | 16    |
| 3     | Alemanha Ocidental | 3               | 4                | 8                 | 15    |
| 4     | Suécia             | 2               | 3                | 2                 | 7     |
| 5     | Reino Unido        | 1               | 4                | 1                 | 6     |
| 6     | Itália             | 1               | 3                | 9                 | 13    |
| 7     | Roménia            | 1               | 1                | 1                 | 3     |
| 8     | Espanha            | 1               | 0                | 0                 | 1     |
| 9     | Países Baixos      | 0               | 2                | 2                 | 4     |
| 10    | Bulgária           | 0               | 2                | 0                 | 2     |
| 11    | Hungria            | 0               | 1                | 2                 | 3     |
| 12    | Bélgica            | 0               | 0                | 1                 | 1     |
| 12    | França             | 0               | 0                | 1                 | 1     |
| Total | Total              | 34              | 34               | 34                | 102   |